# Культура Чернаводе
Чернаводська культура, — археологічна культура пізньої мідної доби, бл. 4000–3200 рр. до н. е., поширена вздовж нижньої течії річки Дунай, узбережжя Чорного моря, на території сучасних Болгарії та Румунії. 
Названа на честь румунського міста Чернавода.
Є спадкоємицею та займає приблизно ту саму територію, що й більш ранні карановська та гумельницька культура, для яких, ймовірно, є горизонтом руйнування. 
Для чернаводської культури характерні укріплені поселення на пагорбах. 
Кераміка демонструє схожість із виробами, знайденими в південноросійському степу. 
Поховання також спрямовані на схід.
Обговорюється, чи належить Чернаводська культура до балкано-дунайського комплексу, який простягається по всій довжині Дунаю та через Ельбу до північної Німеччини та могла вплинути на баденську культуру на Середньому Дунаї. 
На північному сході вона могла передувати усатівській культурі.
Існує теорія, що культура Чернавода разом із середньостогівською культурою була джерелом міграції анатолійських мов до Анатолії через Балкани після відгалуження цих мов від протоіндоєвропейської мови, яку деякі лінгвісти й археологи відносять до ареалу середньостогівської культури. 